# 海军部 (新加坡)
海军部（英語：Admiralty）是位于兀兰新市镇东侧的住宅区。

## 名字由来
于1940年间，英军于兀兰毗邻的三巴旺建造了新加坡海軍基地。 于此同时，英军将海军基地附近的道路都与英国或海军名称命名。有一条路即命名为海军部路，附近的地带就定名为海军部。

## 重要设施
- 海军部地铁站、兀兰南地铁站
- 海军部坊 - 兀兰第6邻里中心 [3]
- 海军部村庄（Kampung Admirality） - 集零售、住宅、医疗为一体的综合大厦。2014年兴建，2017年落成[4][5][6][7]
- 维斯达坊（Vista Point） - 兀兰第5邻里中心[3]
- 意德坊民众俱乐部（ACE THE PLACE Community Club） [8][9]

### 书籍
- Victor R Savage, Brenda S A Yeoh (2004), Toponymics - A Study of Singapore Street Names, Eastern University Press, ISBN 981-210-364-3